# Portpatrick
Portpatrick, schottisch-gälisch Port Phàdraig, ist ein Hafendorf im äußersten Westen der Council Area von Dumfries and Galloway in Schottland und hat 534 Einwohner (Stand 2011).
Portpatrick liegt an der Westküste der Rhins of Galloway, einer hammerförmigen Halbinsel im Westen von Dumfries and Galloway. Seit der Gründung vor rund 500 Jahren wurde das Dorf vor allem als Ausgangspunkt einer schnellen Fährverbindung nach Irland genutzt und war durch eine Heeresstraße mit Dumfries verbunden. In den 1830er Jahren wurden die Fährverbindungen nach Glasgow, Liverpool und der Isle of Man ausgeweitet, hinzu kam eine Anbindung ans Schienennetz.
Doch wegen der exponierten und ungeschützten Lage an der Westküste Schottlands wurde es ab den 1860er Jahren für die dann eingesetzten größeren Schiffe immer schwieriger, den Hafen anzulaufen. Deshalb verlagerte sich der Schiffsverkehr zusehends nach Stranraer. In den 1875 wurde die Bahnverbindung nach Dumfries gestrichen und in den 1950er Jahren auch die Schienenverbindung nach Stranraer gekappt. Heute ist Portpatrick wirtschaftlich unbedeutend, konnte sich aber als Touristenziel etablieren.
Portpatrick hat eine Navtex-Station.

## Persönlichkeiten
- John Kennedy (1893–1970), Generalmajor der British Army